# Treytorrens
Treytorrens är en ort och kommun  i distriktet Broye-Vully i kantonen Vaud, Schweiz. Kommunen har 109 invånare (2023).